# 5. април ’81
5. април ’81 је други по реду живи LP рок групе Бијело дугме снимљен на концерту у Кулушићу 1981. године у издању дискографске куће "Југотон". Плоча је штампана у ограниченом тиражу од 20000 примерака. Све песме написао је Горан Бреговић, сем обраде старог хита групе Индекси, "Све ове године" (Енцо Лесић, Кемал Монтено, коју је Бијело дугме свирало на турнеји 1981. Бреговић је песми додао ска ритам и гитаре, у складу са тадашњим трендовима које је група следила.
Албум 5. април ’81 је издат на ЦД-у 1995. године у издању Кроација Рекордса. Поводом 40 година, Кроација Рекордс је албум објавила на плочи.

## Позадина
Албум је снимљен на последњем концерту турнеје која је уследила након објављивања албума Доживјети стоту. Бенд је најавио новинар Дражен Врдољак (најава се налази на албуму). Звук албума кореспондирао је са помаком групе од хард рока ка новом таласу.
На албуму је била обрада песме Индекси "Све ове године".

## Омот
На омоту су три слике девојке која носи огртач одрасле жене и високе потпетице. Сликана девојка је ћерка глумца Младена Јеличића. Иако омот албума није изазвао контроверзе 1981. године, када је албум поново објављен на ЦД-у 2003. године, слика је измењена, остављајући само крајњу леву и крајњу десну фотографију, највероватније зато што се види генитално подручје девојчице. на средњој фотографији.

## Листа песама
1. "Изгледала је мало чудно у капуту жутом кројеном без везе"
2. "У ствари ординарна прича"
3. "Ипак пожелим неко писмо"
4. "И кад прође све пјеваћу и тад"
5. "Не десе се такве ствари правоме мушкарцу"
6. "Све ове године"
7. "На задњем сједишту мога аута"
8. "Ха, хa, ха"
9. "Битанга и принцеза"
10. "Доживјети стоту"

## Чланови групе
- Жељко Бебек - вокал
- Горан Бреговић - гитара
- Ђиђи Јанкелић - бубњеви
- Владо Правдић - клавијатуре
- Зоран Реџић - бас-гитара

## Сарадници
- Синиша Шкарица - уредник
- Горан Бреговић - продуцент
- Х. Хегедушић и М. Шкалец - тонски мајстори
- Горан Бреговић и Х. Хегедушић - микс

## Наслеђе
Године 1987., 5. април '81 је проглашен за један од 12 најбољих југословенских албума уживо. Петар Јањатовић критиковао је наступ бенда на албуму, посебно вокал Жељка Бебека, али и навео:
| „ | Албум, упркос својим недостацима, представља бенд у последњим данима њихове узлазне фазе, а ако можете да читате између редова, открићете ствари које су учиниле бенд заиста великим, важним и релевантним за овај део света. | ” |

У тексту за Вјесник из 2000. критичар Хрвоје Хорват је изјавио:
| „ | 5. април '81 из Кулушића приказује Бијело дугме на врхунцу снаге и покушају да се кроз Бреговићеву звучну слику одсвирају актуелни постновоталасни трендови. Међутим, не говоримо о наглим, насилним склоповима, већ о природном протоку енергије који је турнеју Доживјети стоту претворио у истовремени фејс лифт, подмлађивање и повратак коријенима. | ” |